# Ginestrata
Eine Ginestrata ist eine Suppe der italienischen Küche, die vor allem in der Toskana in Norditalien bekannt ist. Es handelt sich um eine Eierschaumsuppe, die meist auf der Basis einer Hühnerbrühe mit geschlagenen Eiern und Marsala, einem italienischen Likörwein, oder Weißwein zubereitet wird. Benannt ist sie aufgrund ihrer gelben Farbe nach dem im Mittelmeerraum verbreiteten Ginster.

## Zubereitung
Für eine Ginestrata werden mehrere Eigelb mit abgekühlter Geflügelbrühe und ein wenig Marsala oder Weißwein verrührt und schaumig geschlagen. Die Mischung wird mit Zimt und Salz gewürzt und durch ein Sieb abgegossen. Die Suppe wird in einem Simmertopf oder in einem Wasserbad unter Rühren langsam erhitzt, wobei sie nicht kochen darf, damit die Eiercreme nicht gerinnt. Dabei wird der Suppe Butter beigefügt und sie wird mit ein wenig Zucker und Muskatnuss abgerundet.
Die Ginestrata wird in der Regel als Vorspeise gereicht.

## Belege
1. ↑  Charles Sinclair: Dictionary of Food. A & C Black, 2009. ISBN 9781408102183 (Google Books).
2. 1 2  „Ginestrata.“ In: Franco Benussi, Reinhardt Hess, Sabine Sälzer: Die echte italienische Küche, Gräfe & Unzer, München 1990 (Lizenzausgabe Deutscher Bücherbund 09818/6), S. 140.